# Obitelj Kennedy
Obitelj Kennedy američka je obitelj, čiji je najpoznatiji član bio, John F. Kennedy, predsjednik SAD-a 1961. – 1963.
Obitelj Kennedy vodi podrijetlo od Patricka Kennedyja (1823. – 1858.) koji je napustio Irsku 1849. i emigrirao u SAD. Sin, Patrick Joseph Kennedy, (1858. – 1929.) bio je prvi političar u obitelji i član Massachusettsovog kongresa. Od 1927. obitelj Kennedy je nastanjena u Hyannis Portu u Massachusettsu. Obitelj Kennedy trenutno zastupa Caroline Kennedy, kćerka Johna F. Kennedyja.

## Članovi obitelji
- Joseph Kennedy (1888. – 1969.), oženjen s Rose Fitzgerald (1890. – 1995.)
  - Joseph Patrick Kennedy Jr. (1915. – 1944.)
  - John F. Kennedy (1917. – 1963.), američki predsjednik 1961. – 1963., oženjen s Jacqueline Kennedy Onassis (1929. – 1994.)
    - Caroline Kennedy (r. 1957.), veleposlanik u Tokiu od 2013., udata za Edwina Schlossberga
    - John F. Kennedy, Jr. (1960. – 1999.), odvjetnik i novinar

  - Rosemary Kennedy (1918. – 2005.)
  - Kathleen Agnes Kennedy (1920. – 1948.)
  - Eunice Kennedy Shriver (1921. – 2009.), udata za Sargenta Shrivera (1915. – 2011.), mirovnjaka i diplomatu
    - Maria Shriver (r. 1955), novinarka, bila udata za Arnolda Schwarzeneggera (r. 1947), glumac i političar
      - Patrick Schwarzenegger (r. 1993), glumac i model

  - Patricia Kennedy (1924. – 2006.), udata za glumca Petera Lawforda (1923. – 1984.)
  - Robert F. Kennedy (1925. – 1968.), ministar pravosuđa 1961. – 1964., senator New Yorka 1964. – 1968., oženjen s Ethel Kennedy (r. 1928.)
    - Kerry Kennedy (r. 1959.), scenarist i pisac, udata za Andrewa Cuomoa (r. 1957.), političar
    - Rory Kennedy (r. 1968.), redatelj dokumentarnih filmova

  - Jean Kennedy Smith (r. 1928.), veleposlanik u Dublinu 1993. – 1998.
  - Ted Kennedy (1932. – 2009.), senator Massachusettsa 1963. – 2009.
    - Patrick J. Kennedy (r. 1967.), predstavnik kongresa za Rhode Island

U Kennedyjeve se također ubraja
- Lee Radziwill (r. 1933.), sestra Jacqueline Kennedy Onassis